# Radio Jajce
Radio Jajce je regionalna radio postaja čije je sjedište u Jajcu. Emitira na bošnjačkom jeziku na 92,0 MHz. Postaja emitira program od 1997. godine. Program emitira i na internetu. Programsku shemu čini: posebna emisija jutranjeg programa, informativni program – dva puta na dan vijesti Radio Jajca, glazbeni, športski, tematske emisije, marketing. U pripremi je emisija za mladež. Emitira od 8 do 18 sati. Danas je urednica Dijana Lacić.

## Vanjske poveznice
- Službene stranice
- Facebook